# Jan van Eibergen
Jan van Eibergen (19 juni 1906 - 23 oktober 1987) was een protestants-christelijk vakbondsleider en Tweede Kamerlid namens de Anti-Revolutionaire Partij.
Jan van Eibergen was de zoon van afdelingschef in een papierfabriek Brand Antonie van Eibergen en Huiberdina van der Wart, en had vier broers. Hij volgde slechts de lagere school, met aansluitend een cursus vaktekenen (beide in Renkum), waarna hij in de bouw ging werken. Hij was oprichter (1928) en voorzitter (1949-1964) van de Nederlandse Christelijke Bond van Werknemers in de Hout- en Bouwnijverheid (NCB) en was ook lid van de Sociale-Verzekeringsraad (SVR), bestuurder bij het Christelijk Nationaal Vakverbond (CNV), lid van de Sociaal-Economische Raad en de Bankraad.
Tussen 1956 en 1964 was Van Eibergen lid van de Tweede Kamer der Staten-Generaal namens de Anti-Revolutionaire Partij, waar hij een volkshuisvestingspecialist was in een periode dat woningnood nog volksvijand nummer één was. Hij vroeg in 1960 in motie om verhoging van het aantal te bouwen woningen voor minderdraagkrachtigen. Door de opstelling van de ARP-ministers leidde dit tot de 'dakpancrisis' in het kabinet-De Quay. Werd in 1964 voorzitter van het CNV.
Hij diende in december 1960 een motie in, waarin om de bouw van 5000 extra Woningwetwoningen werd gevraagd. De aanvaarding van deze motie leidde op 23 december 1960 tot de ontslagaanvraag van het Kabinet-De Quay. Na bemiddeling door De Gaay Fortman kwam het kabinet op 2 januari 1961 op deze ontslagaanvraag terug.
Van Eibergen werd in 1959 tijdens de formatie-De Quay genoemd als Minister van Volkshuisvesting.